# Holly Bradshaw
Holly Bethan Bradshaw (nacida como Holly Bethan Bleasdale, Preston, 2 de noviembre de 1991) es una deportista británica que compite en atletismo, especialista en el salto con pértiga.
Participó en tres Juegos Olímpicos de Verano, obteniendo una medalla de bronce en Tokio 2020, en el salto con pértiga, el quinto lugar en Río de Janeiro 2016 y el sexto en Londres 2012.
Ganó una medalla de bronce en el Campeonato Mundial de Atletismo en Pista Cubierta de 2012, una medalla de bronce en el Campeonato Europeo de Atletismo de 2018 y tres medallas en el Campeonato Europeo de Atletismo en Pista Cubierta entre los años 2013 y 2021.

## Palmarés internacional
| Juegos Olímpicos                     | Juegos Olímpicos      | Juegos Olímpicos  | Juegos Olímpicos  |
| Año                                  | Lugar                 | Medalla           | Prueba            |
| ------------------------------------ | --------------------- | ----------------- | ----------------- |
| 2020                                 | Tokio (Japón)         | Medalla de bronce | Salto con pértiga |
| Campeonato Mundial en Pista Cubierta |                       |                   |                   |
| Año                                  | Lugar                 | Medalla           | Prueba            |
| 2012                                 | Estambul (Turquía)    | Medalla de bronce | Salto con pértiga |
| Campeonato Europeo                   |                       |                   |                   |
| Año                                  | Lugar                 | Medalla           | Prueba            |
| 2018                                 | Berlín (Alemania)     | Medalla de bronce | Salto con pértiga |
| Campeonato Europeo en Pista Cubierta |                       |                   |                   |
| Año                                  | Lugar                 | Medalla           | Prueba            |
| 2013                                 | Gotemburgo (Suecia)   | Medalla de oro    | Salto con pértiga |
| 2019                                 | Glasgow (Reino Unido) | Medalla de plata  | Salto con pértiga |
| 2021                                 | Toruń (Polonia)       | Medalla de bronce | Salto con pértiga |